# Уилберфорс (кот)
Уилберфорс (англ. Wilberforce) — кот, служивший главным мышеловом в резиденции премьер-министра Великобритании на Даунинг стрит, 10 с 1973 по 1987 год. Он служил при четырёх премьер-министрах: Эдварде Хите, Гарольде Уилсоне, Джеймсе Каллагэне и Маргарет Тэтчер. Он сменил на посту Пету.
Широко распространен анекдот, как Маргарет Тэтчер привезла коту банку сардин из Москвы.